# Peter Tochtermann
Peter Michael Tochtermann (* 12. August 1975 in Heidelberg) ist ein deutscher Jurist. Er ist Richter am Einheitlichen Patentgericht.

## Leben
Er studierte in Heidelberg Rechtswissenschaften und wurde 2008 mit einer Dissertation über die Unabhängigkeit und Unparteilichkeit des Mediators zum Doktor der Rechte promoviert. Nach dem Zweiten juristischen Staatsexamen trat er in den Justizdienst des Landes Baden-Württemberg ein. 2010 wurde er zum Richter am Landgericht Mannheim ernannt. Schwerpunkte seiner richterlichen Tätigkeit bildeten schon dort der gewerbliche Rechtsschutz, das Patent- und Urheberrecht sowie das Kartellrecht. Während seiner dreijährigen Abordnung an den Bundesgerichtshof in den Jahren 2012 bis 2015 war er als wissenschaftlicher Mitarbeiter dem Patentsenat zugewiesen. Während seiner Abordnung an das Oberlandesgericht Karlsruhe in den Jahren 2017 und 2018 gehörte er dem für den gewerblichen Rechtsschutz sowie das Patent- und Kartellrecht zuständigen 6. Zivilsenat an.
Seit seiner Ernennung zum 1. September 2018 war er (Patricia Rombach nachfolgend) als Vorsitzender Richter wieder am Landgericht Mannheim in Patentsachen tätig.
Seine Auswahl zum Richter am Einheitlichen Patentgericht, seine Wahl in das Präsidium des Gerichts und die Zuweisung zur Lokalkammer Mannheim wurden am 19. Oktober 2022 bekannt gegeben. Die Ernennung erfolgte zum 1. November 2022.
Er ist Honorarprofessor der juristischen Fakultät der Universität Heidelberg.

## Familie
Peter Tochtermann ist Sohn Werner Tochtermanns (1934–2021) und Bruder Klaus Tochtermanns (* 1964).

## Veröffentlichungen
- Die Unabhängigkeit und Unparteilichkeit des Mediators. Mohr Siebeck, Tübingen 2008, ISBN 978-3-16-149857-2 (Dissertation, Heidelberg, 2008).
- Peter Tochtermann ist Mitautor an beiden (von Georg Benkard [12. Auflage 2023] bzw. Rudolf Busse [9. Auflage 2020] begründeten) Standardkommentaren zum deutschen Patentgesetz.[8][9]